# Arrest-Hamer
Het arrest-Hamer is een arrest van het Europees Hof voor de Rechten van de Mens van 27 november 2007 inzake Hamer tegen België. Het arrest beslist dat de herstelmaatregel inzake ruimtelijke ordening een straf is in de zin van artikel 6, § 1, van het Europees Verdrag voor de Rechten van de Mens. Het arrest kent Mevrouw Hamer een morele schadevergoeding toe wegens het overschrijden van de redelijke termijn bedoeld in artikel 6, § 1, van het Europees Verdrag voor de Rechten van de Mens.

## Feiten die aan het arrest voorafgingen
De zaak gaat om een weekendverblijf in Zutendaal dat mevrouw Hamer van haar vader heeft geërfd. Over het tijdstip van de bouw is verschil van mening: 1962 volgens de eigenares, 1973 volgens de administratie. Het weekendverblijf werd zonder vergunning opgetrokken in bosgebied. Pas in februari 1994 stelt een politieagent een proces-verbaal op voor een bouwovertreding. Op 16 juni 1998 wordt een nieuw proces-verbaal opgesteld dat de situatie bevestigt. Op 26 mei 2000 oordeelt de correctionele rechtbank van Tongeren dat zevenentwintig jaar na de feiten de overtreding niet meer kan bestraft worden, en verklaart zich onbevoegd om nog over de vraag van herstel in de oorspronkelijke staat te vonnissen. Op 6 februari 2002 veroordeelt het hof van beroep in Antwerpen haar wel voor het in stand houden van een illegale constructie. De eigenares werpt op dat de strafrechtelijke vervolging werd ingezet nadat de redelijke termijn overschreden is, die voorzien is in artikel 6 van het Europees Verdrag voor de Rechten van de Mens. Het Hof van Beroep gaat hier voor een stuk in mee, en legt geen strafrechtelijke sanctie op (boete, gevangenis), en beperkt zich tot een verklaring van schuld. Ze wordt wel veroordeeld tot herstel in de oorspronkelijke staat, afbraak dus, met een dwangsom. Het Hof van Cassatie verwerpt op 7 januari 2003 het beroep tegen het Antwerpse arrest. Het stelt dat het herstel in de oorspronkelijke staat geen straf is, maar een burgerlijke maatregel, die dus niet onder de bescherming van artikel 6 van het EVRM valt, dat bepaalt dat elkeen recht heeft op een eerlijk proces binnen een redelijke termijn dat oordeelt over de gegrondheid van elke strafrechtelijke aanklacht. ("Toute personne a droit à ce que sa cause soit entendue équitablement.. dans un délai raisonnable, par un tribunal.. qui décidera .. du bien-fondé de toute accusation en matière pénale dirigée contre elle.") Het weekendverblijf is ten slotte gedwongen afgebroken in juli 2004.

## Procedure in Straatsburg
Mevrouw Hamer stapt naar het Europees Hof voor de Rechten van de Mens in Straatsburg, verbonden aan de Raad van Europa, met het argument dat de redelijke termijn overschreden is. Daar herhaalt de Belgische overheid de bekende stelling dat het herstel in de oorspronkelijke staat geen strafmaatregel is, en dus niet valt onder de bescherming van een redelijke termijn in strafzaken. Het Europees Hof meent dat, zelfs als de herstelmaatregel van burgerlijke aard zou zijn, hij niettenmin moet voldoen aan de voorwaarde van een vonnis binnen een redelijke termijn. Dan gaat het Hof echter een hele stap verder. Het noteert dat de kwalificatie van de herstelmaatregel in België zowel op het vlak van doctrine als van jurisprudentie het voorwerp uitmaakt van controverses. Het verwijst naar arresten van het Hof van Cassatie van 16 januari 2003 waarin geoordeeld wordt dat het geen strafmaatregel betreft, maar een burgerrechtelijke maatregel, terwijl het Grondwettelijk Hof op 26 november 2003 oordeelt dat, alhoewel het een burgerrechterlijke maatregel is, hij toch verbonden is met de openbare orde en onlosmakelijk verbonden is met de strafsanctie.
Het Europees Hof bevestigt de autonomie van het begrip "strafrechtelijke aanklacht" van artikel 6 van het EVRM. In haar jurisprudentie heeft ze ontwikkeld dat men rekening moet houden met drie criteria om te beoordelen of iemand beticht wordt een strafbare daad te hebben verricht: vooreerst de klassificatie van de overtreding in het nationaal recht, vervolgens de aard van de overtreding, en ten slotte de aard en de ernst van de sanctie die de betrokken riskeert. Op basis hiervan komt het Hof tot het besluit dat een maatregel om tot afbraak over te gaan wel degelijk als een ‘straf’ moet beschouwd worden in het licht van het EVRM.
Daarna komt ze tot het besluit dat de eigenares sinds het proces-verbaal van februari 1994 dus strafrechtelijk vervolgd werd voor het in stand houden van een illegale constructie. De procedure heeft zo tussen 8 en 9 jaar aangesleept, waarvan meer dan 5 jaar voor de periode van het onderzoek, dat volgens het Hof nochtans geen bijzonder complexe aangelegenheid was. Het Hof besluit dat er wel degelijk een schending is van artikel 6 van het EVRM en de redelijke termijn overschreden is, en kent haar schadevergoeding toe ten laste van de Belgische staat.
Mevrouw Hamer vroeg een aanzienlijke materiële schadevergoeding voor de afbraak van haar weekendverblijf. Zij vroeg 62.635 euro voor het verlies van het huis, 43.865,46 euro voor de investeringen in het huis en 3.025 euro afbraakkosten. Deze bedragen werden niet toegekend, omdat er geen oorzakelijk verband was tussen de gevorderde bedragen en de vastgestelde schending van het EVRM. Mevrouw Hamer vroeg een morele schadevergoeding van 25.000 euro. Het Hof te Straatsburg kende haar een morele schadevergoeding toe van 5000 euro.

## Gevolgen van het arrest
Het Europees Hof voor de Rechten van de Mens kende Mevrouw Hamer een schadevergoeding toe van 5000 euro, als morele schadevergoeding. Haar eis tot het bekomen van materiële schadevergoeding werd door het Hof te Straatsburg verworpen. Bij arrest van 18 januari 2008 besliste het Hof van Beroep te Gent dat, na een vaststelling van de overschrijding van de redelijke termijn en de veroordeling bij eenvoudige schuldigverklaring, de herstelmaatregel inzake ruimtelijke ordening nog steeds kan uitgesproken worden. Wel zou de termijn, waarbinnen het uitgesproken herstel zou moeten plaatsvinden, verlengd worden omwille van het overschrijden van de redelijke termijn.
Waarschijnlijk is het laatste woord over de gevolgen van het arrest-Hamer nog niet gezegd.